# مرکز تاریخی ماکائو
مرکز تاریخی ماکائو از ماکائو مستعمره سابق پرتغال مجموعه‌ای بیش از بیست محل است که هم‌زیستی  فرهنگ چینی و پرتغالی را نشان می‌دهد که شامل کلیساها و معابد است و معماری خاص و ویژه ی خود را دارد.مرکز تاریخی ماکائو در سال ۲۰۰۵ در فهرست میراث جهانی یونسکو ثبت شده‌است.